# Dunglish
Le terme Dunglish, contraction de Dutch English, désigne non pas l'usage de mots anglais par les Néerlandais mais le type d'anglais parlé par ces derniers (aux Pays-Bas, on apprend l'anglais dès l'école primaire). L'influence du néerlandais sur l'anglais s'exerce dans trois domaines principaux : la prononciation, l'ordre des mots, le sens des mots.

## La prononciation
Quelques exemples :
- third  [ˈθɜ˞d] « troisième » devient turd [ˈtɝd] « étron » ;
- idea [aɪˈdɪə] « idée » devient ID [aɪˈdiː] « pièce d’identité », par exemple Do you have an idea? [aɪˈdɪə] (« Avez-vous une idée ? ») devient Do you have an ID? (« Avez-vous une pièce d'identité ? »).

## L'ordre des mots
Alors que l'anglais suit l'ordre sujet-verbe-complément, le néerlandais oscille entre cet ordre là et l'ordre sujet-complément-verbe, d'où des erreurs de syntaxe comme dans
- I have this book read au lieu de I have read this book (« J'ai lu ce livre ») (en néerlandais Ik heb dit boek gelezen)

## Le sens des mots
Lorsqu'ils se servent de l'anglais, les Néerlandais ne se méfient pas toujours des faux-amis, au risque de provoquer des malentendus. Quelques exemples :
- undertaker « croque-mort, entreprise de pompes funèbres », employé au lieu du mot entrepreneur (à cause du néerlandais ondernemer) (The Dutch are a nation of undertakers, phrase célèbre de Joop den Uyl, un ancien premier ministre) ;
- eventual « finalement, à la longue », employé au faux sens de « éventuel » (en traduisant le néerlandais eventueel ), faute commise aussi par les francophones.

## Le prix ditWorst Teacher Award
L'université de technologie de Delft attribue chaque année le prix dit Worst Teacher Award (littéralement « le prix du pire prof ») au professeur qui s'est distingué par une faute d'anglais insigne. Il se voit décerner une saucisse car si worst signifie « pire » en anglais, il désigne une saucisse en néerlandais.